# Natan Johansson
Karl Natanael (Natan) Johansson, född 31 augusti 1893 i Kalmar, död 10 november 1951 i Oscars församling i Stockholm, var en svensk målare.

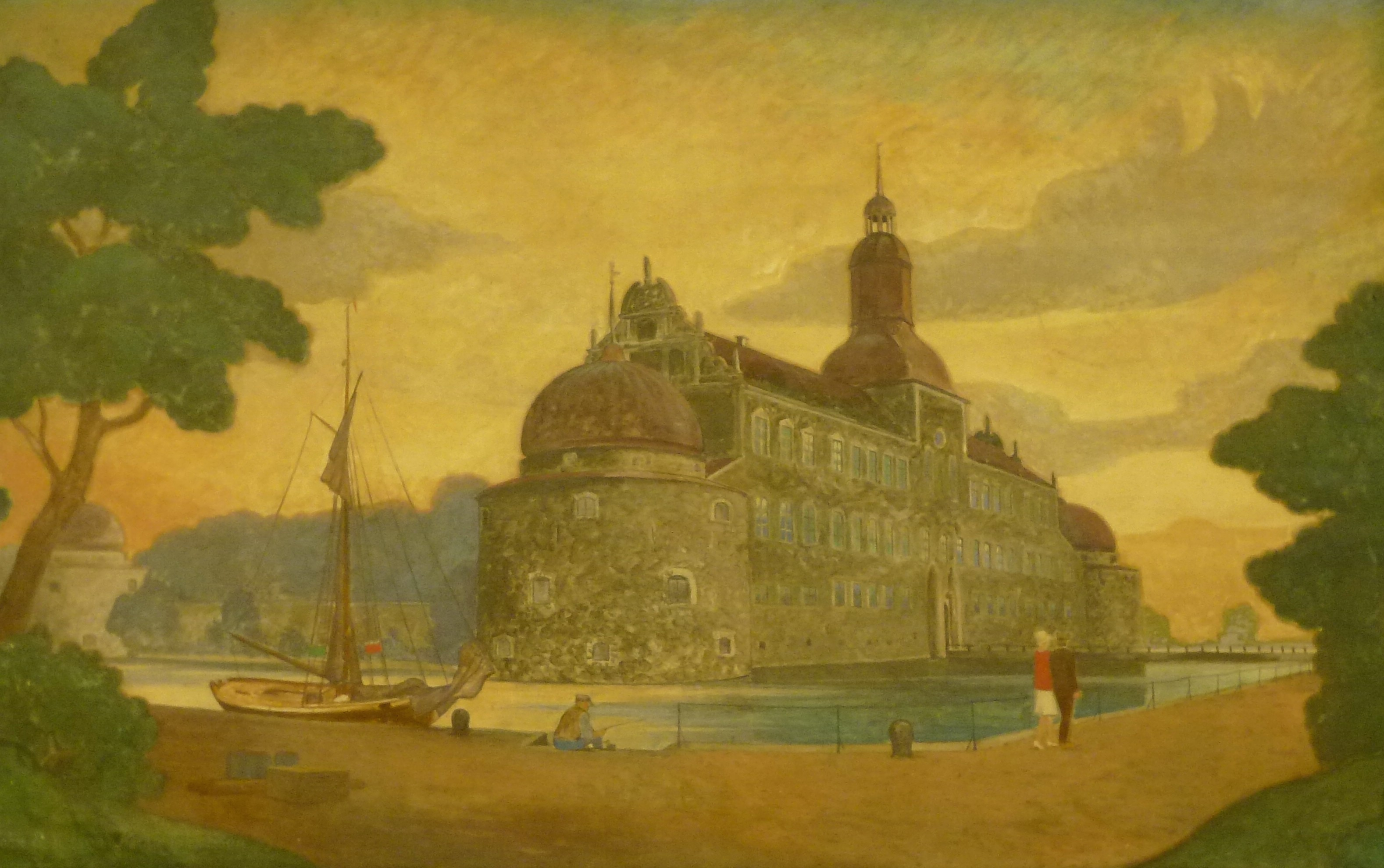
Vadstena slott, målning i Stockholms centralstation.

Natan Johansson studerade vid Konstakademien i Stockholm 1916–1920.  Han ansvarade länge för dekorationsmåleriet vid Kungliga Dramatiska Teatern. År 1941 blev han lärare vid Tekniska skolan och vid sin död var han överlärare vid Konstfackskolan.
Johansson målade figurkompositioner, dekorativa arbeten och landskap, stockholmsmotiv samt motiv från Ingarö. Han skapade även altartavlan i Ansgariikyrkan, som numera är flyttad till Andreaskyrkan. Kända för hundratusentals resenärer är även hans målningar på östra väggen i Centralhallen i Stockholms centralstation, vilka han utförde tillsammans med John Ericsson. Johansson finns representerad vid bland annat Örebro läns museum. Han är gravsatt på Norra begravningsplatsen utanför Stockholm.